# Lijst van pianisten

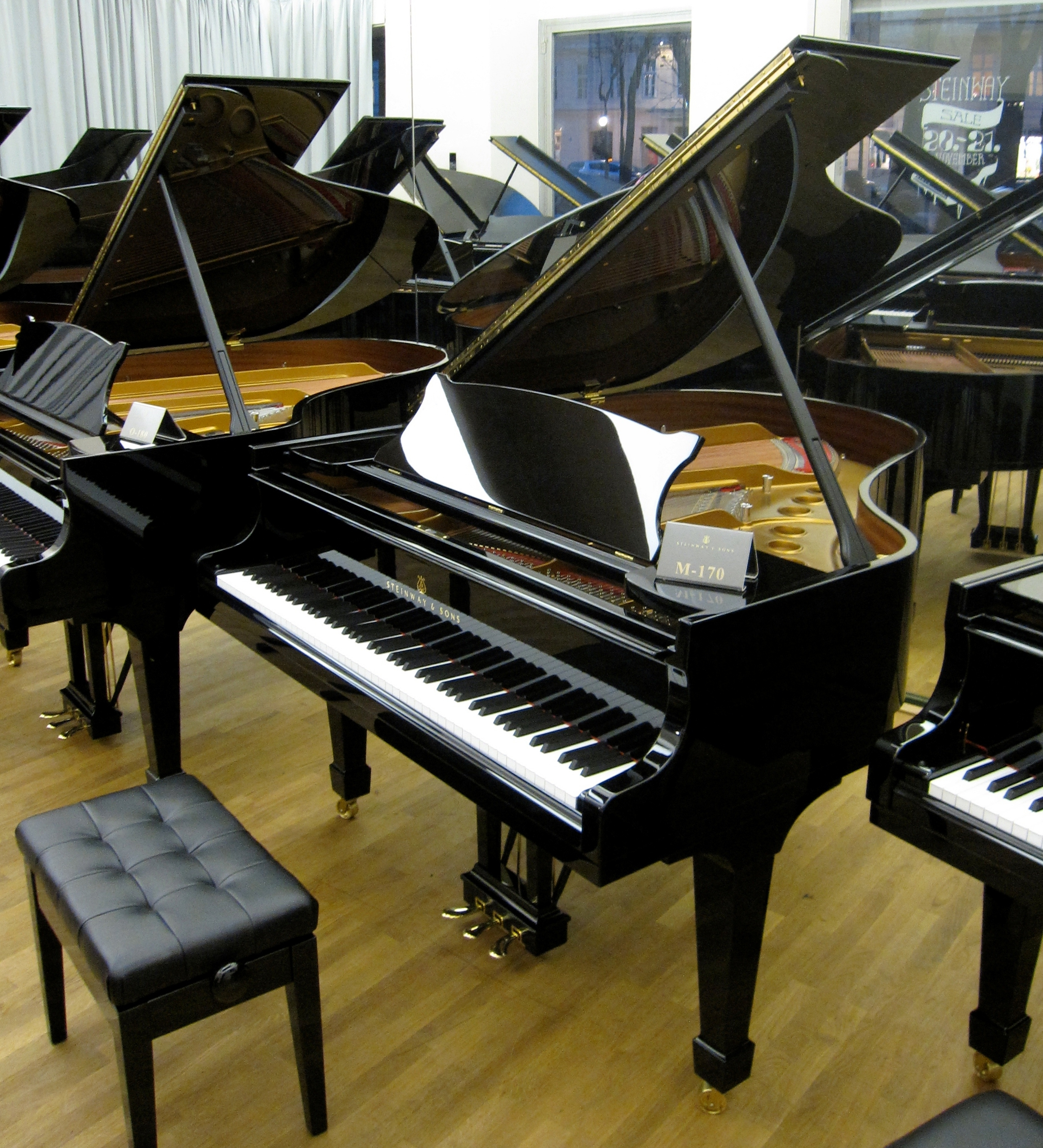
Vleugelpiano

Dit is een lijst van bekende pianisten die een overzicht geeft van bekende en/of invloedrijke pianisten van diverse genres. De lijst is in alfabetische volgorde, kan ook gesorteerd worden via de pijltjestoetsen op geboorteland, geboortejaar, sterfjaar of genre en bevat per opgenomen persoon de genres of subgenres waarin ze werkzaam zijn of waren alsmede de levensperiode en het geboorteland.
De lijst is verdeeld in drie delen:
- Lijst van pianisten A-G
- Lijst van pianisten H-Q
- Lijst van pianisten R-Z